# Avengers: Infinity War
Avengers: Infinity War (bra: Vingadores: Guerra Infinita; prt: Vingadores: Guerra do Infinito) é um filme de super-herói americano de 2018 baseado na equipe Vingadores da Marvel Comics. Produzido pela Marvel Studios e distribuído pela Walt Disney Studios Motion Pictures, é a sequência de The Avengers (2012) e Avengers: Age of Ultron (2015), e o décimo nono filme do Universo Cinematográfico Marvel (UCM). Dirigido por Anthony e Joe Russo, e escrito por Christopher Markus e Stephen McFeely, o filme apresenta um ensemble cast que inclui Robert Downey Jr., Chris Hemsworth, Mark Ruffalo, Chris Evans, Scarlett Johansson, Benedict Cumberbatch, Don Cheadle, Tom Holland, Chadwick Boseman, Paul Bettany, Elizabeth Olsen, Anthony Mackie, Sebastian Stan, Danai Gurira, Letitia Wright, Dave Bautista, Zoe Saldaña, Josh Brolin e Chris Pratt. No filme, os Vingadores unem forças com os Guardiões da Galáxia para enfrentar Thanos, que almeja juntar as seis Joias do Infinito com o objetivo de dizimar metade de toda a vida no universo.
O filme foi anunciado em outubro de 2014 como Avengers: Infinity War – Part 1. Os irmãos Russo foram contratados para dirigir a obra em abril de 2015 e, no mês seguinte, Markus e McFeely assinaram para escrever o seu roteiro, que foi inspirado na história em quadrinhos The Infinity Gauntlet (1991) de Jim Starlin, e nos quadrinhos Infinity (2013) de Jonathan Hickman. Em 2016, a Marvel encurtou o título para Avengers: Infinity War. As filmagens começaram em janeiro de 2017 no Pinewood Atlanta Studios no Condado de Fayette, na Geórgia, com um grande elenco consistindo principalmente em atores reprisando seus papéis de filmes anteriores do UCM, incluindo Brolin como Thanos. A produção durou até julho de 2017, sendo filmado junto com sua sequência direta, Avengers: Endgame (2019). Filmagens adicionais aconteceram na Escócia, na área de Downtown Atlanta e na cidade de Nova Iorque. Com um orçamento estimado de 325–400 milhões de dólares, o filme é uma das produções mais caras já feitas.
Avengers: Infinity War estreou no Dolby Theatre em Los Angeles no dia 23 de abril de 2018 e foi lançado nos Estados Unidos em 27 de abril, como parte da Fase Três do UCM; em Portugal foi lançado em 25 de abril, chegando ao Brasil no dia seguinte. Foi bem recebido pela crítica especializada, com elogios sendo direcionados à performance de Brolin, efeitos visuais, sequências de ação e peso emocional. Foi o primeiro filme de super-herói e o quarto no geral a arrecadar mais de 2 bilhões de dólares em todo o mundo, quebrando vários recordes de bilheteria e se tornando o filme de maior bilheteria de 2018 e a quarta maior bilheteria de todos os tempos — atualmente a quinta — tanto no mundo quanto nos Estados Unidos e Canadá. Os efeitos visuais do filme receberam indicações ao Óscar 2019, 24.º Critics' Choice Movie Awards e 72.ª British Academy Film Awards. Sua sequência, Avengers: Endgame, foi lançada em abril de 2019.

## Enredo
Tendo adquirido a Joia do Poder – uma das seis Joias do Infinito – do planeta Xandar e dizimando-o, Thanos e seus filhos adotivos Cull Obsidian, Fauce de Ébano, Próxima Meia-Noite e Corvus Glaive interceptam a nave com os sobreviventes de Asgard para extrair a Joia do Espaço do Tesseract. Thor, Loki e Hulk são impotentes para impedi-los. Heimdall usa a Bifröst para enviar o Hulk para a Terra e é morto logo em seguida. Thanos consegue a Joia do Espaço, Loki tenta engana-lo, mas Thanos o mata antes de partir com seus filhos e destruir a nave.
Hulk cai no Sanctum Sanctorum, em Nova Iorque, onde volta para a forma de Bruce Banner. Ele então avisa a Stephen Strange e Wong sobre a chegada iminente e o plano de Thanos para destruir metade do universo. Após o aviso de Banner, Strange recruta Tony Stark e o informa sobre Thanos e as Joias do Infinito, mas logo em seguida, Fauce e Obsidian chegam à Nova Iorque para recuperar a Joia do Tempo na posse de Strange. Banner não consegue se transformar em Hulk e Stark então, equipa a sua nova armadura, a Mark 50. Depois de uma batalha incluindo Peter Parker, Fauce captura Strange; Stark e Parker perseguem a espaçonave de Ébano enquanto Wong permanece para proteger o santuário. Banner entra em contato com Steve Rogers.
Enquanto isso, os Guardiões da Galáxia respondem a um pedido de socorro da nave Asgardiana e resgatam Thor, que supõe que Thanos está atrás da Joia da Realidade na posse do Colecionador em Luganenhum. Rocket e Groot acompanham Thor até Nidavellir, atrás de uma arma capaz de matar Thanos.
Na Escócia, Meia-Noite e Glaive atacam Wanda Maximoff e Visão. Steve Rogers, Natasha Romanoff e Sam Wilson os resgatam e decidem se abrigar na sede dos Vingadores. Enquanto isso, Peter Quill, Gamora, Drax o Destruidor e Mantis vão para Luganenhum e encontram Thanos com a Joia da Realidade já em sua posse. Thanos captura Gamora e a leva para sua nave. Na sede, Rogers, Romanoff, Wilson, Wanda e Visão se encontram com James Rhodes. Visão se oferece para se sacrificar fazendo com que Maximoff destrua a Joia da Mente em sua testa para impedir Thanos de recuperá-la. Rogers sugere que eles viajem para Wakanda e tentem remover a Joia, sem destruir Visão. Em Wakanda, Bucky Barnes, já curado, observa o seu novo braço, agora de Vibranium.
Stark e Parker ejetam Fauce de sua nave e resgatam Strange, que estava sendo torturado para entregar a Joia, e Stark recomenda que não haja mais problemas na Terra; eles devem levar a luta até a terra-natal de Thanos, Titã. Enquanto isso, Gamora revela a localização da Joia da Alma para que Thanos deixe de torturar Nebulosa. Thor, Rocket e Groot viajam para Nidavellir, e lá encontram Eitri, um anão gigante que ajudou a criar a Manopla do Infinito. Nebulosa escapa do cativeiro e pede que os demais Guardiões a encontrem em Titã. Stark, Parker e Strange pousam em Titã, onde encontram Quill, Drax e Mantis. O grupo forma um plano para confrontar Thanos e remover a Manopla do Infinito enquanto Strange usa a Joia do Tempo para ver milhões de futuros e revela aos outros que existe apenas um em que Thanos perde.
Thanos e Gamora viajam para Vormir, um planeta onde o Caveira Vermelha é o guardião da Joia da Alma, e lhes informa que a joia só poderá ser obtida ao sacrificar alguém que ama. Thanos começa a chorar e Gamora sorri, acreditando que ele é incapaz de amar alguém. O guardião diz que Thanos não está chorando por ele, e sim por Gamora (a única pessoa que ele verdadeiramente ama). Ao perceber isso, ela tenta se suicidar, porém, Thanos, usando a Joia da Realidade, a impede, e relutantemente joga Gamora para a morte, sendo concedido com a Joia da Alma. Na Terra, os Vingadores chegam a Wakanda e pedem para Shuri extrair com segurança a Joia da Mente de Visão. O exército de Thanos invade Wakanda e os Vingadores montam uma defesa ao lado do rei T'Challa e das forças wakandanas. Thor, Rocket, Groot e Eitri conseguem criar o Rompe Tormentas, um machado encantado que concede a Thor o poder da Bifröst. Eles chegam à Wakanda via Bifröst e se juntam à batalha.
Thanos se teleporta para Titã para recuperar a Joia do Tempo. Logo, eles começam uma batalha feroz que destrói grande parte da região. O grupo o subjuga até Nebulosa deduzir que Thanos matou Gamora. Enfurecido, Quill o ataca, o que quebra o domínio de Mantis sobre a mente de Thanos, e ele os supera. Meia-Noite, Obsidian e Glaive são mortos e seu exército é destruído. Thanos inicia uma tensa batalha contra Strange e Stark, onde o último é empalado. Para poupar a vida de Stark, Strange lhe entrega a Joia do Tempo, e Thanos então parte para a Terra. A chegada de Thanos incita Maximoff a destruir a Joia da Mente a pedido do sintozoide, matando Visão, mas Thanos usa a Joia do Tempo para reverter suas ações e recupera a Joia da Mente da testa de Visão, destruindo-o mais uma vez, e ficando com todas as joias na manopla.
Thor acerta um golpe ferindo Thanos gravemente no peito, mas não o suficiente para matá-lo e impedi-lo de ativar a Manopla do Infinito apenas com o estalar dos dedos. Logo em seguida, o titã se teleporta para longe. O plano de Thanos se concretiza, e metade dos seres do universo começam a se desintegrar, incluindo Barnes, T'Challa, Groot, Maximoff e Wilson. Em Titã, Mantis, Drax, Quill, Strange e Parker também se desintegram. Os heróis sobreviventes são deixados separados: Nebulosa e Stark estão presos em Titã; Rogers, Thor, Banner, Romanoff, Rhodes, Rocket, Okoye e M'Baku permanecem no campo de batalha de Wakanda. Thanos, aparentemente já curado, desperta em outro planeta e observa o nascer do sol com satisfação.
Em uma cena pós-créditos, Nick Fury está num carro com Maria Hill, recebendo sinais da invasão em Wakanda, porém, um carro os atinge, e Hill vê que o veículo está vazio. Logo após, eles veem um helicóptero se chocando em um prédio, e Hill começa a se desintegrar junto com os outros. Fury pega um pager, envia um sinal de socorro e se desintegra logo em seguida. Após enviar o sinal, o dispositivo é ativado e exibe uma insígnia de estrela vermelha e azul.

## Elenco
- Robert Downey Jr. como Tony Stark / Homem de Ferro: 
O líder e benfeitor dos Vingadores que se autodescreve como um gênio, bilionário, playboy e filantropo com armaduras eletromecânicas de sua própria criação.[12][13] O codiretor Joe Russo explicou que Stark "sente que essa ameaça maior se aproxima, então ele está fazendo tudo ao seu alcance para manter a Terra segura".[14] Downey acrescentou que Stark tem objetivos menores do que nos filmes anteriores.[15]
- Chris Hemsworth como Thor: 
Um Vingador e rei de Asgard, baseado na divindade da mitologia nórdica de mesmo nome.[16] Joe Russo afirmou que o arco de Thor começa após os eventos de Thor: Ragnarok (2017), que o encontra em um "lugar muito profundo", "muito interessante" com uma "motivação emocional real".[17] Por recomendação de Hemsworth, os escritores Christopher Markus e Stephen McFeely consultaram o diretor de Thor: Ragnarok Taika Waititi, e o roteirista Eric Pearson para ajudar a transportar os elementos cômicos e trágicos do Thor re-tonificado daquele filme.[18] Joe Russo disse que Thor tem "o arco de herói impulsionador do filme, que está em oposição direta ao argumento de Thanos" e teria sido o protagonista principal do filme se Thor tivesse matado Thanos.[19]
- Mark Ruffalo como Bruce Banner / Hulk: 
Um vingador e cientista genial que, devido à exposição à radiação gama, normalmente se transforma em um monstro quando fica furioso ou agitado.[20][21] Banner passa o filme tentando se reintegrar aos Vingadores e "impressionar a todos como Thanos é perigoso".[22] Joe Russo sentiu que a recusa do Hulk em aparecer durante grande parte do filme foi apenas parcialmente porque ele estava com medo, mas também porque ele percebeu que "Banner só quer Hulk para lutar. Acho que ele se cansou de salvar o traseiro de Banner". Russo acrescentou que isso era "realmente um reflexo da jornada de Ragnarok [...] [onde] esses dois personagens estão constantemente em conflito um com o outro pelo controle".[23] A aparição de Banner no filme continua um arco de história para o personagem que foi estabelecido em Thor: Ragnarok e conclui em Avengers: Endgame,[24] com a diferença entre Hulk e Banner "começando a se confundir um pouco". Ruffalo descreveu Hulk em Infinity War como tendo a capacidade mental de uma criança de cinco anos.[22]
- Chris Evans como Steve Rogers / Capitão América: 
O líder fugitivo de uma facção não regulamentada dos Vingadores. Um veterano da Segunda Guerra Mundial, ele foi aprimorado ao auge da fisicalidade humana por um soro experimental e congelado antes de acordar no mundo moderno.[16] Joe Russo disse que após os eventos de Captain America: Civil War (2016), Rogers luta com o conflito entre sua responsabilidade para consigo mesmo e sua responsabilidade para com os outros. O personagem incorpora o "espírito" da identidade de Nômade no filme,[25] e recebe novas manoplas de vibranium de Shuri para substituir seu antigo escudo.[26] Um rascunho inicial tinha Rogers aparecendo pela primeira vez apenas no final do filme para salvar Visão de Corvus Glaive em Wakanda. Markus e McFeely foram chamados de "insanos" por esperar tanto tempo para apresentar Rogers ao filme e, no final das contas, admitiram que não era uma abordagem "satisfatória".[27]
- Scarlett Johansson como Natasha Romanoff / Viúva Negra: 
Uma espiã altamente treinada, membro da facção dos Vingadores de Rogers e ex-agente da S.H.I.E.L.D.[28] Johansson disse que a situação de Romanoff após Captain America: Civil War foi "uma época sombria. Eu não diria que minha personagem tem sido particularmente esperançosa, mas acho que ela se endureceu ainda mais do que provavelmente estava antes."[29] Sobre Romanoff interagir com os Guardiões, Johansson disse que não a "incomodaria neste ponto", dado que a personagem já viu alienígenas descerem do céu em The Avengers (2012).[30]
- Benedict Cumberbatch como Dr. Stephen Strange: 
Um ex-neurocirurgião que, após um acidente de carro que levou a uma jornada de cura, descobriu o mundo oculto da magia e dimensões alternativas e se tornou um Mestre das Artes Místicas.[31] Markus e McFeely descreveram Strange como "sendo [no final] o adulto razoável na sala" com a "perspectiva mais ampla disponível".[32] Julian "JayFunk" Daniels mais uma vez ajudou Cumberbatch com seus movimentos de dedilhar os dedos.[33]
- Don Cheadle como James "Rhodey" Rhodes / Máquina de Combate: 
Um oficial da Força Aérea dos Estados Unidos e Vingador que opera a armadura de Máquina de Combate.[34] Após sua paralisia durante os eventos de Civil War, Rhodes recebe um aparelho de Stark para poder andar novamente, embora ele esteja relutante em vestir sua armadura de Máquina de Combate e se juntar aos Vingadores devido à sua lesão. Cheadle acredita que Rhodes está "negociando esta reunião e seu retorno a esta equipe". Ele também explicou que o relacionamento de Rhodes com Stark "se aprofundou" a partir de seu acidente, dizendo: "Eu acho que Tony se sente um pouco responsável e culpado de certa forma. Mas, novamente, ele sempre me protegeu de uma forma que só ele poderia realmente fazer".[35]
- Tom Holland como Peter Parker / Homem-Aranha: 
Um adolescente e protegido de Stark que recebeu habilidades de aranha após ser mordido por uma aranha radioativa.[14] Downey ajudou a treinar Holland em sua cena de morte, que não foi tão elaborada no roteiro.[36]
- Chadwick Boseman como T'Challa / Pantera Negra: 
O rei da nação africana de Wakanda, que ganhou força reforçada por ingerir a "erva secreta em forma de coração".[28][37] Boseman, junto com outros atores de Black Panther (2018) retratando wakandanos, improvisou seus cantos de guerra no set antes da batalha em Wakanda. Apesar das filmagens de Black Panther e Infinity War terem acontecido ao mesmo tempo, os irmãos Russo não estavam cientes dos gritos, já que ainda não tinham visto as filmagens de Black Panther, e sentiram que o momento era "incrivelmente legal".[38]
- Paul Bettany como Visão: 
Um androide e Vingador criado usando a inteligência artificial J.A.R.V.I.S., Ultron e a Joia da Mente.[31] Anthony Russo chamou Visão de "um MacGuffin vivo"; sua vida está em conflito direto com a busca de Thanos, onde "aumenta as apostas".[29]
- Elizabeth Olsen como Wanda Maximoff: Um membro da facção de Vingadores de Rogers, cujos poderes incluem ter o controle de magia, hipnose e telecinesia.[39]
- Anthony Mackie como Sam Wilson / Falcão: Um membro da facção de Vingadores de Rogers e ex-paraquedista treinado pelos militares americanos em combate aéreo usando uma mochila a jato de asas especialmente projetada.[40]
- Sebastian Stan como Bucky Barnes / Soldado Invernal: 
Um assassino aprimorado e o aliado e melhor amigo de Rogers, que ressurgiu de uma lavagem cerebral depois de ser dado como morto em combate durante a Segunda Guerra Mundial.[41] Barnes, que antes era o Soldado Invernal, recebeu o nome de Lobo Branco pelo povo de Wakanda, que ajudou a remover sua programação da Hidra.[26]
- Tom Hiddleston como Loki: 
O irmão adotivo de Thor, baseado na divindade nórdica de mesmo nome.[42] Hiddleston sabia sobre a morte de Loki em Infinity War antes da produção de Thor: Ragnarok após conhecer os irmãos Russo em maio de 2016, com sua morte sendo a primeira cena do filme que os Russo conceituaram.[43] O conhecimento de Hiddleston sobre o destino de Loki em Infinity War influenciou seu retrato em Ragnarok. Nos momentos finais de Loki, Hiddleston acreditou ser "muito poderoso" que Loki se autodenomine "Odinson", pois foi um momento que "fecha toda a jornada de Loki", enquanto sua morte "aumenta dramaticamente as apostas", estabelecendo a ameaça de Thanos.[44]
- Idris Elba como Heimdall: O ex-sentinela Asgardiano, que tudo vê e ouve, da Ponte Bifrost, baseado na divindade nórdica de mesmo nome.[45]
- Peter Dinklage como Eitri: Rei dos Anões de Nidavellir e armeiro, baseado no anão mitológico nórdico de mesmo nome.[46]
- Benedict Wong como Wong: Um Mestre das Artes Místicas, encarregado de proteger algumas das relíquias e livros mais valiosos de Kamar-Taj.[47]
- Pom Klementieff como Mantis: Um membro dos Guardiões da Galáxia com poderes empáticos.[48]
- Karen Gillan como Nebulosa: Uma filha adotiva de Thanos que foi criada com Gamora como irmãs.[49]
- Dave Bautista como Drax, o Destruidor: 
Um membro dos Guardiões e guerreiro em busca de vingança contra Thanos por matar sua família.[31] Ao final de cada dia de filmagem, Bautista tinha que se sentar em uma sauna para tirar a maquiagem.[50]
- Zoe Saldaña como Gamora: Um membro dos Guardiões que é órfã de um mundo estranho e posteriormente foi criada por Thanos, e está buscando redenção por seus crimes passados.[51] Ariana Greenblatt interpreta a versão jovem de Gamora.[52]
- Vin Diesel como Groot: 
Um membro dos Guardiões que é um humanóide semelhante a uma árvore.[53] O produtor executivo James Gunn explicou que Groot ainda é um adolescente no filme, no mesmo estado de crescimento visto em uma das cenas pós-créditos de Guardians of the Galaxy Vol. 2 (2017).[54] Terry Notary forneceu a captura de movimentos para Groot, e disse que o personagem está "amadurecendo, então você verá o adolescente encontrar um mentor para respeitar e seguir o exemplo".[55]
- Bradley Cooper como Rocket: 
Um membro dos Guardiões e um guaxinim geneticamente modificado, que é um caçador de recompensas e mercenário, e perito em armas e táticas de batalha.[56] Sean Gunn mais uma vez realizou a captura de movimentos para Rocket durante as filmagens, com sua atuação e expressões servindo como referência de movimento para o personagem.[57][58]
- Gwyneth Paltrow como Virginia "Pepper" Potts: 
Noiva de Stark e CEO das Indústrias Stark.[59] Downey disse que "Pepper continua sendo o coração da história [do Homem de Ferro]", que não foi um ponto focal em alguns dos filmes anteriores com Stark. Downey continuou dizendo que "nós queríamos voltar a essa realidade. Não apenas para eles, mas vamos realmente ver como isso pode contribuir para algo que vale a pena lutar por tudo isso".[15]
- Benicio del Toro como Taneleer Tivan / O Colecionador: Um dos Anciões do Universo que é um guardião obsessivo da maior coleção de fauna interestelar, relíquias e espécies de todas as formas na galáxia.[60]
- Josh Brolin como Thanos: 
Um déspota intergaláctico de Titã que anseia coletar todas as seis Joias do Infinito com o objetivo de dizimar metade de toda a vida existente[61][31][62] a fim de "reequilibrar o universo".[63] O produtor Kevin Feige acrescentou que Thanos acredita que o universo está se tornando superpovoado, o que levou à destruição de sua lua natal, Titã, e é algo que ele jurou não deixar acontecer novamente,[62] e também disse que "você quase poderia ir tão longe quanto para dizer que ele é o personagem principal" do filme.[64] McFeely compartilhou esse sentimento, descrevendo o filme como sua "jornada de herói", além de ser o protagonista, afirmando: "Parte disso são as coisas que [significam] mais para ele. Queríamos mostrar isso. Não era apenas poder; não era apenas um ideal; eram pessoas".[32] Brolin comparou Thanos ao "Quasimodo desta época" e ao romance O Perfume (1985), já que Thanos nasceu deformado e é considerado uma "aberração" em Titã,[65] enquanto Joe Russo fez referência a The Godfather (1972) para Brolin na ocasião, o que Brolin sentiu que ajudou a "emocionar a coisa toda".[66] Brolin acrescentou que preferia interpretar Thanos ao invés de Cable em Deadpool 2 (2018) por causa da quantidade de trabalho que envolveu na criação do personagem.[67] Thanos não usa armadura na maior parte do filme, o que é um símbolo de seu crescente poder enquanto ele coleta as Joias do Infinito.[68] Além de dar voz ao personagem, Brolin realizou a captura de movimento no set.[69]
- Chris Pratt como Peter Quill / Senhor das Estrelas: 
O líder meio humano, meio celestial dos Guardiões, que foi sequestrado da Terra quando criança e criado por um grupo de ladrões alienígenas e contrabandistas chamados Saqueadores.[39] Pratt descreveu seu papel no filme como uma aparição de "estrela convidada" e disse: "você fica um pouco mais vibrante; um pouco mais irreverente; um pouco mais colorido se quiser".[70]

Além disso, vários outros atores reprisam seus papéis no UCM: Danai Gurira como Okoye, líder das Dora Milaje; Letitia Wright como a irmã de T'Challa, Shuri; William Hurt como Thaddeus Ross, o Secretário de Estado dos Estados Unidos; Kerry Condon como a voz da IA de Stark, SEXTA-FEIRA; Winston Duke como M'Baku, o líder da tribo da montanha de Wakanda, os Jabari; Florence Kasumba como Ayo, um membro das Dora Milaje; Jacob Batalon como Ned Leeds, o amigo de Parker; Isabella Amara como Sally, uma colega de classe de Parker; Tiffany Espensen como Cindy, uma colega de classe de Parker; e Ethan Dizon como Tiny, um colega de classe de Parker. Samuel L. Jackson e Cobie Smulders fazem participações especiais não creditadas como Nick Fury e Maria Hill, o ex-diretor e vice-diretora da S.H.I.E.L.D., respectivamente, na cena pós-créditos do filme.
Os capangas de Thanos, conhecidos coletivamente nos quadrinhos como a Ordem Negra e no filme como os "Filhos de Thanos", incluem Terry Notary como Cull Obsidian, Tom Vaughan-Lawlor como Fauce de Ébano, Carrie Coon como Próxima Meia-Noite, e Michael James Shaw como Corvus Glaive. O quarteto forneceu vozes e performances de captura de movimento no set para seus personagens. Como Coon estava grávida durante as filmagens, ela fez apenas capturas faciais e voz para Próxima Meia-Noite, com a dublê Monique Ganderton fornecendo stand-in no set. O visual de Fauce de Ébano foi inspirado no personagem Mephisto, da Marvel Comics, que aparece no enredo de The Infinity Gauntlet.
Ross Marquand dá voz a Johann Schmidt / Caveira Vermelha, o "Guardião da Joia" e ex-comandante nazista da Hidra durante a Segunda Guerra Mundial. Marquand substitui Hugo Weaving, que expressou relutância em reprisar o personagem de Captain America: The First Avenger (2011). Caveira Vermelha foi criado através de CGI e retratado com stand-ins no set. O cocriador dos Vingadores, Stan Lee, faz uma pequena aparição no filme como o motorista do ônibus escolar de Parker, enquanto o roteirista Stephen McFeely faz uma aparição especial como o assistente do secretário Ross. Kenneth Branagh, o diretor de Thor (2011), dá voz a um asgardiano que pede socorro no início do filme, em uma participação especial não creditada. David Cross foi convidado para fazer uma participação especial como Tobias Fünke, seu personagem no seriado Arrested Development, no qual os irmãos Russo haviam trabalhado anteriormente; isso foi evitado por um conflito de agenda, mas Fünke ainda aparece no filme como um item da coleção do Colecionador, interpretado por um ator não creditado. O produtor executivo Jon Favreau reprisou seu papel como Happy Hogan, enquanto o codiretor Joe Russo teve uma participação especial como fotógrafo paparazzi, mas essa cena não fez parte do corte do filme nos cinemas.

## Produção
Em outubro de 2014, a Marvel anunciou uma sequência de duas partes de Avengers: Age of Ultron, intitulada Avengers: Infinity War. Part 1 foi programado para ser lançado em 4 de maio de 2018 e Part 2 foi programado para 3 de maio de 2019. Em abril de 2015, a Marvel anunciou que Anthony e Joe Russo dirigiriam ambas as partes de Avengers: Infinity War, com filmagens conjuntas previstas para começarem em 2016. No mês seguinte, Christopher Markus e Stephen McFeely assinaram contrato para escrever os roteiros de ambas as partes do filme, que se inspirou nos quadrinhos The Infinity Gauntlet (1991) de Jim Starlin, e nos quadrinhos Infinity (2013) de Jonathan Hickman. Anthony Russo acrescentou que o filme foi inspirado em filmes de assalto dos anos 1990, com Thanos "em um golpe de quebrar-e-agarrar" para adquirir todas as Joias do Infinito. O produtor Kevin Feige disse que os filmes foram intitulados como duas partes de um único filme por causa dos elementos compartilhados entre as obras, mas ele sentiu que seriam "dois filmes distintos", e não uma história dividida em dois filmes. Em maio de 2016, os irmãos Russo revelaram que mudariam o subtítulo dos dois filmes para remover ainda mais esse equívoco. Naquele mês de julho, a Marvel revelou que o título de Part 1 seria encurtado para simplesmente Avengers: Infinity War.
A filmagens começaram em 23 de janeiro de 2017, com o título de produção de Mary Lou, no Pinewood Atlanta Studios no Condado de Fayette, Geórgia, com Trent Opaloch servindo como diretor de fotografia. Infinity War, junto com Avengers: Endgame, foram filmados usando câmeras ARRI Alexa IMAX 2D, marcando assim a primeira vez que um filme de Hollywood foi rodado inteiramente com câmeras digitais IMAX. No início de fevereiro, a Marvel confirmou o envolvimento de Robert Downey Jr. como Tony Stark / Homem de Ferro, Chris Pratt como Peter Quill / Senhor das Estrelas e Tom Holland como Peter Parker / Homem-Aranha no filme. Filmagens adicionais aconteceram na Escócia, começando em fevereiro de 2017; elas ocorreram em Edimburgo, Glasgow e nas Terras Altas, com o trabalho de estúdio ocorrendo na Wardpark Studios em Cumbernauld. No final de junho de 2017, as filmagens ocorreram no centro de Atlanta, bem como no Central Park de Atlanta no início de julho, antes de se mudar para o Queens, Nova Iorque, no meio do mês. As filmagens foram concluídas em 14 de julho de 2017. Para a cena final do filme, onde Thanos se instala em uma cabana nipa, os cineastas trabalharam com o estúdio Indochina Productions, com sede na Tailândia, para adquirir imagens do terraceamento Banaue Rice Terraces em Ifugao, Filipinas.
Mais tarde, em julho de 2017, Joe Russo afirmou que havia algumas cenas inacabadas de Infinity War que seriam filmadas "nos próximos meses". No início de março de 2018, a Disney mudou o lançamento de Infinity War nos Estados Unidos para 27 de abril de 2018, a fim de que fosse lançado no mesmo fim de semana que alguns de seus mercados internacionais. Os efeitos visuais do filme foram criados pela Industrial Light & Magic, Framestore, Method Studios, Weta Digital, DNEG, Cinesite, Digital Domain, Rise, Lola VFX e Perception. Com um orçamento estimado na faixa de 325-400 milhões de dólares, é um dos filmes mais caros já feitos. Evans e Hemsworth receberam um pagamento de 15 milhões de dólares por conta do filme.

## Música
Em junho de 2016, foi revelado que Alan Silvestri, que compôs a trilha sonora de The Avengers, estava voltando para compor Infinity War e Endgame. Silvestri gravou a trilha de janeiro de 2018 até o final de março, e notou que trabalhar no filme foi "uma experiência realmente diferente de qualquer coisa que eu já fiz antes, especialmente no que diz respeito à abordagem e ao equilíbrio de rápidas mudanças de tom". O tema de Black Panther de Ludwig Göransson é usado no filme. A Hollywood Records e a Marvel Music lançaram álbuns de trilhas sonoras padrões e deluxe digitalmente em 27 de abril de 2018, com lançamentos físicos ocorrendo em 18 de maio. A edição deluxe apresenta algumas faixas estendidas e adicionais.

## Marketing

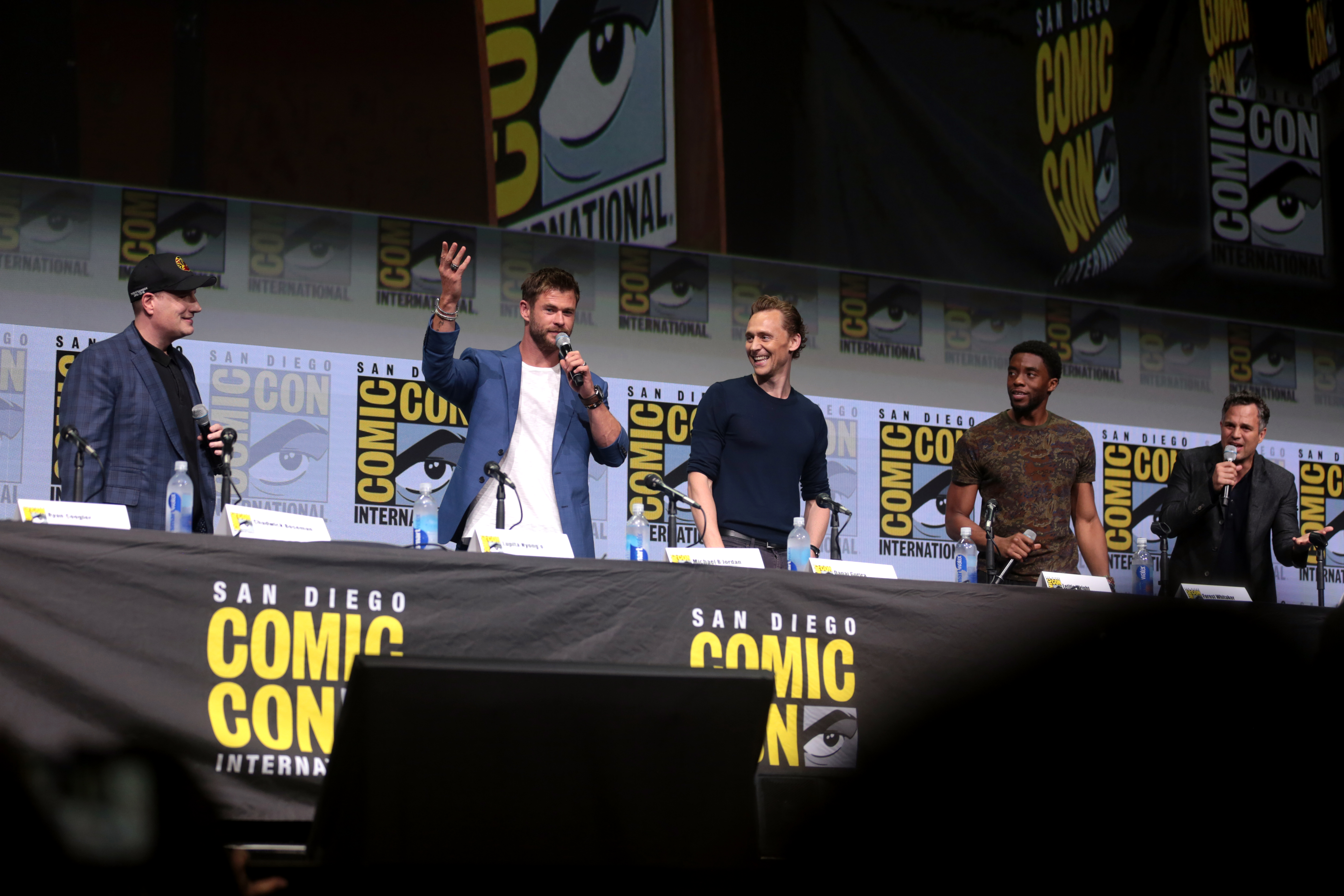
Da esquerda para a direita: Kevin Feige, Chris Hemsworth, Tom Hiddleston, Chadwick Boseman e Mark Ruffalo na San Diego Comic-Con 2017

Em maio de 2017, Robert Downey Jr. e sua organização filantrópica Random Act Funding fizeram parceria com a Omaze para um concurso no qual um vencedor, escolhido aleatoriamente entre aqueles que realizaram uma doação, teria direito a uma visita ao set de Infinity War. Uma estátua em tamanho real de Thanos, criada pela Legacy Effects, estava em exibição na D23 Expo 2017, ao lado de estátuas de personagens da Ordem Negra / "Filhos de Thanos": Corvus Glaive, Próxima Meia-Noite, Fauce de Ébano e Cull Obsidian. Além disso, Feige, Joe Russo, Downey, Brolin, Bettany, Olsen, Klementieff, Gillan, Bautista, Cheadle, Mackie, Cumberbatch, Stan, Holland, Boseman, Ruffalo e Hemsworth apareceram na D23 Expo para apresentar um clipe destacando os 10 anos dos filmes do UCM, junto com filmagens de Infinity War. As cenas, que foram exibidas exclusivamente para o painel, receberam forte reação do público, com os fãs "literalmente de pé e pulando enquanto a filmagem era reproduzida". Julia Alexander, da Polygon, disse que havia "muitas coisas acontecendo" na filmagem e "finalmente parece que a Marvel fez o filme que sempre quis — e aquele que sempre quisemos ver." Eric Eisenberg, do CinemaBlend, disse que a filmagem o deixou "literalmente trêmulo", com o filme parecendo "como se fosse um dos maiores sucessos de bilheteria já criados". Haleigh Foutch, da Collider, descreveu-o como "sombrio, dramático e totalmente épico. É claro que a Marvel está tentando fazer algo diferente aqui [...] para pagar uma década de narrativa e construção de mundo. Embora seja impossível dizer sobre dois minutos de filmagem, certamente parece que a aposta valeu a pena". A filmagem na D23 também foi exibida na San Diego Comic-Con International 2017. Após as duas apresentações da convenção, Avengers: Infinity War gerou mais de 90 mil novas conversas nas redes sociais de 17 a 23 de julho, a terceira maior durante esse período de tempo, atrás de Thor: Ragnarok e Justice League (2017), de acordo com a Comscore e seu serviço PreAct. Infinity War ficou em terceiro na semana seguinte, com mais de 41 mil novas conversas nas redes sociais, atrás de Ragnarok e It (2017). Na semana de 16 de outubro, Infinity War gerou mais de 679 mil conversas nas redes sociais.
Para promover o primeiro trailer do filme, a Marvel lançou uma compilação de alguns de seus trailers anteriores desde Iron Man (2008), "emparelhada com vídeos de reação dos fãs a esses trailers". O primeiro trailer de Avengers: Infinity War estreou no programa de televisão Good Morning America em 29 de novembro de 2017. Josh Spiegel, do The Hollywood Reporter, disse: "A parte mais importante do trailer é como ele cuidadosamente e deliberadamente introduz a noção de que os filmes de Infinity War funcionarão como uma passagem de tocha, de um conjunto de Vingadores para um novo grupo". Scott Mendelson, escrevendo para a Forbes, observou que, embora o trailer não fosse muito diferente das filmagens da convenção exibidas no início do ano, ele era "impressionante". Além disso, o trailer teve um "efeito excelente", usando o "discurso da Iniciativa Vingadores" de Nick Fury e o "tema dos Vingadores" de Alan Silvestri de The Avengers. Ao contrário de Mendelson, Alexander comentou sobre a estratégia de marketing diferente para o filme entre as cenas de filmagem da convenção e as cenas do trailer, sentindo que "os dois não poderiam ser mais diferentes". Ela disse que a filmagem da convenção (destinada a agradar a multidão que estava "nervosa de ansiedade") foi lançada entre Guardians of the Galaxy Vol. 2 e Thor: Ragnarok, com um foco grande entre Thor e os Guardiões, enquanto que no trailer (projetado para explicar o filme para o público em geral) apresenta fortemente Pantera Negra e Wakanda, que Alexander disse que não poderia ter sido feito antes do marketing adicional para Black Panther que aconteceu depois que as convenções forneceram contexto adicional. Gael Cooper, da CNET, observou que o trailer foi visto quase 500 mil vezes em seus primeiros 15 minutos depois de ser postado no YouTube, mas questionou se ele havia quebrado o site depois que o contador de visualizações parecia estar parado em 467 331. O trailer teve mais de 230 milhões de visualizações nas primeiras 24 horas, tornando-se o trailer mais visto naquele período, superando o recorde de It.
Em janeiro de 2018, a Marvel Comics publicou uma história em quadrinhos de duas edições intitulada Avengers: Infinity War Prelude, que serve como uma ponte entre Captain America: Civil War e Avengers: Infinity War. Um comercial de Infinity War foi ao ar durante o Super Bowl LII, e gerou o maior debate nas redes sociais de todos os filmes anunciados de acordo com a comScore e a United Talent Agency; ele teve mais de 17,6 milhões de visualizações no YouTube e no Facebook. Em 27 de fevereiro, a Disney e a Marvel anunciaram a campanha de caridade "Marvel: The Universe Unites" levando ao lançamento de mercadorias para o filme em 3 de março. A campanha durou uma semana, e teve as estrelas do filme criando desafios de redes sociais para fornecer conscientização e arrecadar fundos para instituições de caridade que apoiam crianças e famílias afetadas por doenças graves. A Marvel planejou fazer uma doação de 250 mil dólares para a Starlight Children's Foundation se essas postagens coletivamente atingissem um milhão de curtidas, enquanto que a Disney planejava doar 10% de todas as vendas de produtos da Marvel na Disney Store, nos Estados Unidos e on-line, no fim de semana de 3 de março para a Make-A-Wish Foundation — até 50 mil dólares. A Hasbro e a Funko doaram, cada uma, um milhão de dólares em dinheiro e produtos para a Give Kids the World Village e Starlight Children's Foundation, respectivamente.
Um segundo trailer, lançado em 16 de março, atraiu mais de um milhão de visualizações no YouTube em menos de três horas após o seu lançamento. Alyssa Rosenberg, do The Washington Post, não ficou muito entusiasmada com outro filme de super-heróis tendo "vilões com muitos efeitos especiais, ou a visão de outro objeto misterioso pairando sobre o horizonte de Manhattan", mas sentiu que o trailer a fez perceber "que eu estou realmente ansiosa para ver [os personagens do UCM] se conhecerem". Spiegel concordou com Rosenberg sobre o potencial para interações de personagens, mas sentiu que era "enigmático" ter tantas "introduções de estilo cruzado ou combinações de heróis em um filme como este". O segundo trailer foi visto 179 milhões de vezes nas primeiras 24 horas, o terceiro mais visto naquele período de tempo, atrás do primeiro trailer do filme e de It, ao mesmo tempo que se tornou o maior lançamento para um segundo trailer, ultrapassando Beauty and the Beast (2017; 128 milhões de visualizações). Uma semana antes da estreia de Infinity War, o Burj Khalifa, em Dubai, foi iluminado todas as noites antes do lançamento do filme, como forma de contagem regressiva. A Marvel também apresentou eventos relacionados em sete de seus jogos para celular a fim de promover o filme. No início de maio, a Marvel e a Epic Games anunciaram o modo "Infinity Gauntlet Limited Time Mashup" para o Fortnite Battle Royale, onde os jogadores poderiam encontrar a Manopla do Infinito escondida no mapa do jogo e se tornar o Thanos com habilidades adicionais. Os irmãos Russo eram fãs de Fortnite e abordaram Donald Mustard, o diretor criativo mundial da Epic Games, sobre o potencial de um cruzamento entre as propriedades. Em 20 de novembro, a Little, Brown and Company publicou Marvel's Avengers: Infinity War: Thanos – Titan Consumed, escrito por Barry Lyga. Apesar de não ser canônico ao UCM da Marvel Studios, o romance explora as origens de Thanos antes dos eventos do filme. Lyga conversou com a Marvel Studios para obter um "esboço de quem é Thanos e o que ele significa para o cinema", e recebeu "grande amplitude e liberdade [em algumas áreas da história], enquanto em outras eu tive que ficar na ponta dos pés com muito cuidado através do UCM".
Ao todo, o estúdio gastou cerca de 150 milhões de dólares em estampas e anúncios para promover o filme. Parceiros de marketing adicionais para o filme incluíram a Coca-Cola, Quicken Loans e seu serviço Rocket Mortgage, o carro Infiniti QX50 (que aparece no filme), a Ziploc, Go-Gurt, Yoplait, Synchrony Bank, American Airlines e Stand Up to Cancer. Os parceiros criaram comerciais de televisão "inspirados pelos ou apresentando os personagens e temas do filme", iniciativas digitais interativas e presença robusta em lojas de vários varejistas. A Duracell, Unilever, Quaker Oats Company, Chevron e Samsung realizaram promoções em mercados menores. A Coca-Cola, Ziploc, Go-Gurt e Yoplait criaram embalagens especiais para apoiar o filme, com a Synchrony implementando uma campanha "Save Like a Hero", e a Stand Up to Cancer e a American Airlines lançando uma campanha nacional com um PSA estrelado por Johansson e Hemsworth. No Reino Unido, a OnePlus lançou uma edição Infinity War para um de seus smartphones. A Deadline Hollywood estimou que o valor da mídia foi de 150 milhões de dólares, o maior para qualquer filme da Marvel, com a Coca-Cola contribuindo com cerca de 40 milhões de dólares.

## Lançamento

### Cinema
Avengers: Infinity War teve sua estreia mundial no Dolby Theatre em Los Angeles no dia 23 de abril de 2018, exibindo também no adjacente El Capitan Theatre e no Grauman's Chinese Theatre. Foi lançado em 27 de abril na maioria dos países em todo o mundo, incluindo os Estados Unidos, com algumas estreias começando em 25 de abril, e foi exibido em formatos IMAX e 3D em telas selecionadas. O lançamento do filme em países lusófonos aconteceu em 25 de abril de 2018 em Portugal, e em 26 de abril no Brasil. Nos Estados Unidos, o filme estreou em 4 474 salas de cinema, 408 das quais foram em IMAX; este foi o lançamento mais amplo de um título da Disney e o segundo maior depois das 4 529 salas de cinema de Despicable Me 3 (2017). Três das locações dos AMC Theatres exibiram o filme por 24 horas consecutivas, com 53 de suas locações tendo horários de exibição às 2h ou 3h da manhã para acomodar a demanda. Na Índia, a obra teve o maior lançamento de todos os tempos para um filme de Hollywood, estreando em quase 2 000 telas em quatro idiomas. O filme também foi exibido em 515 cinemas 4DX em 59 países. Avengers: Infinity War foi originalmente programado para ser lançado em 4 de maio nos Estados Unidos. O lançamento do filme na China, que aconteceu em 11 de maio, foi originalmente agendado para terminar em 10 de junho, mas foi concedida uma extensão "rara" de 30 dias, que terminou em 9 de julho. Avengers: Infinity War faz parte da Fase Três do UCM.
Imagens selecionadas do filme foram exibidas em várias cidades durante sua turnê de imprensa no início de abril, antes da estreia em Los Angeles. Os irmãos Russo disseram que apenas uma parte limitada do filme seria exibida nessas exibições para reduzir a chance de vazamento de spoilers. Adam Chitwood, da Collider, comentou que isso era "altamente incomum, já que a maioria dos filmes da Marvel são exibidos na íntegra para a imprensa cerca de um mês antes de chegarem aos cinemas". Antes do lançamento nos Estados Unidos, os AMC Theatres em Nova Iorque e Orlando, na Flórida, exibiram uma maratona de onze filmes do UCM começando em 25 de abril, terminando em uma exibição de Infinity War. O El Capitan Theatre em Los Angeles teve uma maratona semelhante para o lançamento do filme.

### Mídia doméstica
Avengers: Infinity War foi lançado no formato download digital pela Walt Disney Studios Home Entertainment em 31 de julho de 2018 e em Ultra HD Blu-ray, Blu-ray e DVD em 14 de agosto. Os lançamentos digitais e Blu-ray incluem vídeos de bastidores, comentários de áudio, cenas excluídas e erros de gravação. O lançamento digital também apresenta uma mesa de debate entre os diretores de filmes do UCM, incluindo os irmãos Russo, Jon Favreau, Joss Whedon, James Gunn, Ryan Coogler, Peyton Reed e Taika Waititi. Em termos de vendas de mídia doméstica, as versões físicas do filme foram coletivamente o principal lançamento de mídia doméstica da semana em que foram lançados pela primeira vez.
Apesar de ter sido filmado com câmeras IMAX e lançado em cinemas IMAX na proporção de 1.90:1, o lançamento da mídia doméstica não apresentou o filme nessa proporção e, em vez disso, foi incluída uma proporção recortada de 2.39:1 que foi usada para exibições não-IMAX do filme nos cinemas. Joe Russo disse que eles "passaram muito tempo tentando" ter a versão IMAX na mídia doméstica, mas como a IMAX Corporation tem "agência sobre esse formato", a situação era "complicada". Ele não descartou a possibilidade de que essa versão pudesse ser disponibilizada no futuro. A versão IMAX Enhanced do filme foi disponibilizada no serviço de streaming Disney+ a partir de 12 de novembro de 2021.

## Recepção

### Bilheteria
Avengers: Infinity War arrecadou 678,8 milhões de dólares nos Estados Unidos e Canadá, e 1,370 bilhão de dólares em outros territórios, para um total mundial de 2,048 bilhões de dólares, tornando-se o quarto filme de maior bilheteria de todos os tempos — atualmente, o quinto —, a maior bilheteria de 2018, a produção do UCM de maior bilheteria — atualmente, a segunda — e o filme de super-herói de maior bilheteria — atualmente, também o segundo.
Sua arrecadação de fim de semana de estreia de 640,5 milhões de dólares em todo o mundo foi a maior de todos os tempos, superando a de The Fate of the Furious (2017; 541,9 milhões). Mais tarde, foi superado por sua sequência, Avengers: Endgame, que arrecadou 1,222 bilhão de dólares em seu fim de semana de estreia. Foi o filme mais rápido a fazer 1 bilhão de dólares de bilheteria mundial, fazendo isso em 11 dias, eclipsando o recorde de 12 dias de Star Wars: The Force Awakens (2015). Além disso, em seu segundo final de semana, Infinity War ultrapassou 13,5 milhões de dólares em telas 4DX, que foi o recorde de todos os tempos para o formato. Em 12 de junho de 2018, Infinity War ultrapassou a marca de 2 bilhões de dólares nas bilheterias mundiais, tornando-se o quarto filme a cruzar esse marco após Avatar (2009), Titanic (1997) e The Force Awakens. Cruzando a marca em 48 dias, foi o segundo mais rápido até aquele ponto, depois do recorde de 47 dias de Avatar. Com 140 milhões de dólares de arrecadação em IMAX em todo o mundo, o filme teve a terceira maior receita no formato, atrás de Avatar e The Force Awakens, e a maior para um filme da Marvel. A Deadline Hollywood calculou o lucro líquido do filme em 500 milhões de dólares, contabilizando orçamentos de produção, marketing, participação de talentos e outros custos; o faturamento bruto de bilheteria e as receitas de mídia doméstica colocaram-no em primeiro lugar na lista dos "Blockbusters Mais Valiosos" de 2018.

#### Recordes de pré-venda de ingressos
Em dezembro de 2017, uma pesquisa da Fandango indicou que Infinity War era o filme mais aguardado de 2018. A Fandango mais tarde relatou que Infinity War alcançou a maior pré-venda inicial de ingressos de 24 horas para um filme de super-herói, levando apenas 6 horas para superar o recorde anterior de 24 horas estabelecido por Black Panther. A Atom Tickets relatou que Infinity War vendeu mais ingressos em seu primeiro dia de pré-venda do que Black Panther vendeu em seu primeiro mês. Em 72 horas, o filme gerou a maior pré-venda de qualquer filme de super-herói nos AMC Theatres, com vendas antecipadas de ingressos 257,6% à frente de Black Panther, 751,5% à frente de Captain America: Civil War e 1106,5% à frente de Avengers: Age of Ultron durante o mesmo período de tempo. Duas semanas antes de seu lançamento, a Fandango revelou que as vendas antecipadas de ingressos para Infinity War estavam ultrapassando os últimos sete filmes do UCM combinados no mesmo período, e se tornou o melhor lançamento da empresa em abril. Também estava a caminho de se tornar o filme de super-heróis mais popular. Uma semana antes de sua estreia, o The Wall Street Journal comentou que o filme arrecadou mais de 50 milhões de dólares em ingressos antecipados, atrás apenas de The Force Awakens e Star Wars: The Last Jedi (2017), com um relato da Fandango afirmando que mais de 2 500 horários de exibição haviam se esgotados. Na Atom Tickets, Infinity War teve o maior volume de pré-venda, vendendo 7% a mais do que The Last Jedi e 250% a mais que Black Panther no mesmo ponto de vendas. A Atom também relatou que as vendas de ingressos para Infinity War estavam dobrando diariamente na semana de seu lançamento, a taxa de aumento mais rápida que o serviço já viu para qualquer título do UCM.

#### Estados Unidos e Canadá
Avengers: Infinity War arrecadou 106,7 milhões de dólares em seu dia de estreia nos Estados Unidos e Canadá (incluindo 39 milhões de dólares nas pré-estreias de quinta-feira à noite), e atingiu uma receita de fim de semana de estreia total de 258,2 milhões de dólares. A prévia de quinta-feira à noite foi a melhor para um filme do UCM e a quarta melhor de todos os tempos, atrás de The Force Awakens, The Last Jedi e Harry Potter and the Deathly Hallows – Part 2 (2011). A Fandango informou que 14 milhões dos 39 milhões de dólares vieram da pré-venda de ingressos da empresa. O dia de abertura foi o segundo melhor de todos os tempos, atrás de The Force Awakens; sua receita bruta de sábado de 83 milhões de dólares foi a melhor receita bruta de sábado, batendo Jurassic World (2015); e sua receita bruta de domingo de 69,2 milhões de dólares foi a melhor de todos os tempos, batendo The Force Awakens. A receita bruta total de fim de semana se tornou o fim de semana de abertura de maior bilheteria, superando The Force Awakens. As exibições em IMAX contribuíram com 22,5 milhões de dólares para o fim de semana de abertura bruto, que foi a melhor abertura para um filme da Marvel no formato e a terceira maior estreia, atrás de The Force Awakens e The Last Jedi. A AMC relatou que o filme teve a maior bilheteria de sexta e sábado para um único título na história da empresa, enquanto a Fandango relatou que cerca de 84 milhões de dólares em ingressos foram vendidos através do serviço, aproximadamente 30%, que foi a maior parte da bilheteria de fim de semana para qualquer filme na história da empresa. Avengers: Infinity War arrecadou um adicional de 25 milhões de dólares na segunda-feira após seu fim de semana de abertura, que foi a segunda-feira de maior bilheteria em abril, batendo Furious 7 (2015), e a segunda melhor segunda-feira bruta para um filme do UCM, depois de Black Panther. No dia seguinte, ele arrecadou 23,5 milhões de dólares, que foi a maior arrecadação na terça-feira para um filme do UCM, batendo Black Panther, e a maior arrecadação na terça-feira em maio, superando The Avengers. Ele também empatou com The Force Awakens como o mais rápido a chegar em 300 milhões de dólares (em cinco dias).
O filme permaneceu em primeiro lugar em seu segundo final de semana, arrecadando 115,5 milhões de dólares, e se tornando o segundo melhor segundo fim de semana depois de The Force Awakens. Infinity War também ultrapassou 400 milhões de dólares nesse fim de semana, fazendo isso em nove dias, tornando-se o segundo filme mais rápido a atingir essa marca, novamente depois de The Force Awakens, que conquistou isso em oito dias. Em seu terceiro fim de semana, Infinity War permaneceu em primeiro lugar nas bilheterias e se tornou o segundo filme mais rápido a ultrapassar 500 milhões de dólares, fazendo isso em 15 dias (atrás dos 10 dias de The Force Awakens). Esse fim de semana também viu seu total bruto doméstico em IMAX chegar a 48,1 milhões de dólares, que foi o maior para qualquer filme do UCM. Em seu quarto fim de semana, o filme ficou em segundo lugar, atrás de Deadpool 2, e em seu quinto fim de semana, ficou em terceiro, atrás de Solo: A Star Wars Story (2018) e Deadpool 2. Em 23 de maio, Infinity War ultrapassou 600 milhões de dólares, tornando-se o segundo filme mais rápido a fazer isso (em 26 dias), depois de The Force Awakens (12 dias). Permaneceu entre os dez primeiros durante seu nono fim de semana. Nos Estados Unidos e Canadá, tornou-se o quarto filme de maior bilheteria de todos os tempos, e o segundo filme de super-herói de maior bilheteria, atrás apenas de Black Panther; ambos foram posteriormente ultrapassados por Endgame.

#### Outros territórios
Fora dos Estados Unidos e do Canadá, o filme arrecadou 382,7 milhões de dólares em 52 mercados, abrindo em primeiro lugar no total, e ficando em segundo lugar em estreias internacionais, atrás de The Fate of the Furious. O IMAX contribuiu com 18,5 milhões de dólares, que foi a melhor abertura fora dos Estados Unidos, Canadá e China, superando The Force Awakens. Os recordes de todos os tempos do fim de semana de abertura foram estabelecidos na Coreia do Sul, México, Brasil, Índia (para um lançamento ocidental), Filipinas, Tailândia, Indonésia, Malásia, Hong Kong, Vietnã, América Central, Peru, Chile, Equador, Venezuela, Bolívia, África do Sul, Turquia, Emirados Árabes Unidos e África Ocidental, com muitos também estabelecendo recordes de dia de abertura. Na França teve a maior abertura de super-heróis no mercado, assim como na Dinamarca, Finlândia, Noruega, Portugal e Suécia. No Reino Unido arrecadou 8,9 milhões de dólares, se tornando o maior dia de abertura do UCM e o terceiro maior dia de abertura de um filme da Disney; viria a adquirir 41,4 milhões de dólares no fim de semana, que foi o terceiro maior de todos os tempos e a segunda maior estreia de uma produção da Disney. Na Argentina, teve o segundo maior dia de estreia de todos os tempos, enquanto que na Alemanha teve o melhor dia de estreia de super-heróis de todos os tempos. Muitos outros países europeus e do Oriente Médio também quebraram recordes de filmes de super-heróis. No Japão, teve a segunda maior estreia para um filme do UCM, e na Austrália teve a segunda maior estreia de todos os tempos.
Avengers: Infinity War permaneceu em primeiro lugar em seus 54 mercados em seu segundo fim de semana. O seu dia de estreia na Rússia foi o maior de todos os tempos. No entanto, houve uma polêmica com o lançamento do filme naquele país. Originalmente, o governo russo ordenou que o filme fosse lançado em 11 de maio, mas depois de um escândalo, o governo fez concessões e concordou em deixá-lo estrear em 3 de maio com a condição de que em 9 de maio, durante o Dia da Vitória, apenas filmes russos fossem exibidos nos cinemas do país. Infinity War também foi o primeiro filme da Rússia a vender mais de 1 milhão de ingressos em um único dia, e arrecadou 17,6 milhões de dólares naquele mercado, um novo recorde de estreia de fim de semana. O IMAX contribuiu com 2,2 milhões de dólares no mercado, que também foi um recorde de fim de semana de abertura. Em seu terceiro fim de semana, o filme permaneceu em primeiro lugar na maioria de seus mercados. Na China, Infinity War estreou e arrecadou 200 milhões de dólares (1,266 bilhão de yuans), e foi o segundo maior fim de semana de abertura da moeda local, atrás de The Fate of the Furious. O IMAX contribuiu com 20,5 milhões de dólares, e se tornou a terceira maior abertura na China. Infinity War também quebrou o recorde de pré-vendas da China, arrecadando 400 milhões de yuans (63 milhões de dólares). Na Índia, Infinity War se tornou o primeiro filme de Hollywood a arrecadar mais de 2 bilhões de rupias (29,7 milhões de dólares), e também se tornou o filme do UCM de maior bilheteria no Reino Unido. Em seu sexto fim de semana, o filme se tornou a maior bilheteria do UCM no Japão, com 33 milhões de dólares de receita.
O filme se tornou a maior bilheteria de todos os tempos no Brasil, Indonésia, Filipinas, América Central, Bolívia, Venezuela, América Latina como uma região, México, Chile, Equador, Peru, Malásia, Singapura, Índia (para um lançamento ocidental), Vietnã, Indonésia, Tailândia (para um lançamento ocidental) e Mongólia, a segunda maior na região da Ásia-Pacífico (para um lançamento ocidental), Hong Kong e Coreia do Sul (para um lançamento ocidental), e a terceira maior na China (para um lançamento ocidental). É também o filme de super-herói de maior bilheteria em muitos países europeus, incluindo o Reino Unido. Até 17 de junho de 2018, os principais mercados internacionais do filme foram a China (373,4 milhões de dólares), o Reino Unido (95,7 milhões de dólares) e a Coreia do Sul (92,8 milhões de dólares). O filme é a terceira maior bilheteria de todos os tempos em territórios fora dos Estados Unidos e Canadá.

### Resposta da crítica

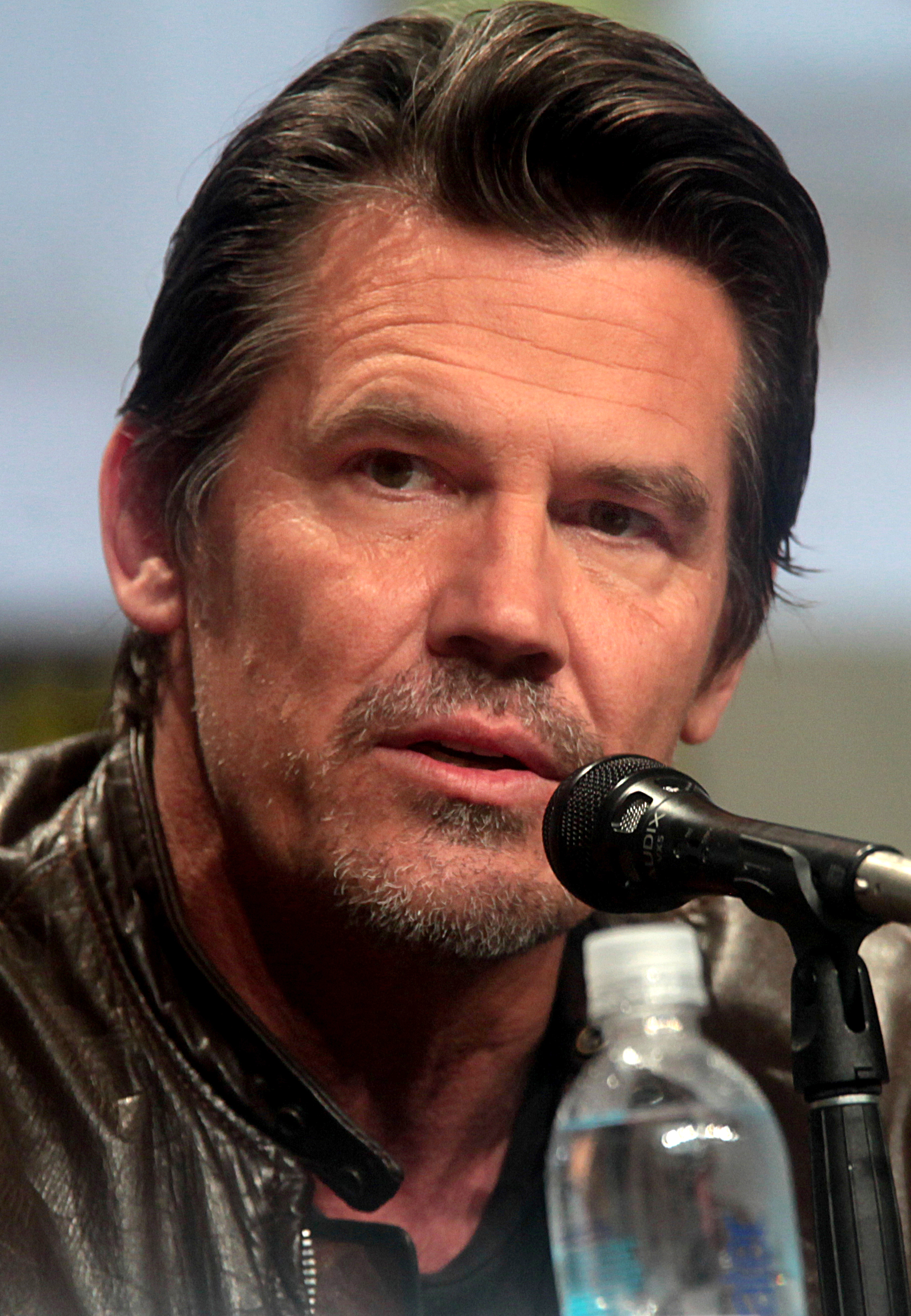
A performance de Josh Brolin como Thanos foi bastante elogiada pela crítica.

O agregador de resenhas Rotten Tomatoes relatou um índice de aprovação de 85%, com uma pontuação média de 7,6/10, com base em 485 resenhas. O consenso crítico do site diz: "Avengers: Infinity War habilmente faz malabarismos com uma gama estonteante de heróis do UCM na luta contra sua ameaça mais grave, e o resultado é um blockbuster eletrizante e emocionalmente ressonante que (principalmente) realiza suas ambições gigantescas." O Metacritic, que usa uma média aritmética ponderada, atribuiu ao filme uma pontuação de 68/100 com base em 54 resenhas, indicando "avaliações geralmente favoráveis".
Todd McCarthy, do The Hollywood Reporter, elogiou a capacidade dos escritores e diretores de equilibrar o grande elenco de personagens, dizendo que eles, "sob a supervisão do maestro da Marvel Films, Kevin Feige, reconhecem o engarrafamento de egos e brincam com ele." Owen Gleiberman, da Variety, concordou, afirmando que Infinity War é "atrevidamente divertido, estruturado para exibir cada herói ou heroína e dar a eles apenas o suficiente para fazer algo, e atualiza suas mitologias sem fazer tudo parecer um dever de casa". Erik Avilez, do Cinema com Rapadura, argumentou que a quantidade de heróis no filme, junto com sua duração de mais de duas horas, "se fazem necessárias para que isto ocorra de maneira mais natural", fazendo com que "os esperados encontros" entre os personagens não aconteçam de "maneira forçada". Peter Travers, da Rolling Stone, disse que o filme é "muito bom" e escreveu: "Os irmãos Russo claramente nunca aprenderam o conceito de que menos é mais. Eles usaram a premissa de uma reunião dos Vingadores para uma explosão imparável de fogos de artifício de ação e risadas". Richard Roeper, do Chicago Sun-Times, chamou-o de o "maior e mais ambicioso filme da Marvel até agora", mas concluiu que "certamente não é o melhor. No entanto, há muita ação, humor e coração — e alguns momentos dramáticos genuinamente eficazes".
Roeper elogiou o elenco e Josh Brolin em particular, a quem chamou de "a atuação mais interessante do filme". Gleiberman chamou a performance de captura de movimento de Brolin de "supremamente eficaz" e disse: "Brolin infunde Thanos com seu olhar furioso e manipulador, para que o mal neste filme nunca pareça menos do que pessoal". McCarthy escreveu: "A calma de Brolin, considerada a leitura do personagem, confere a essa besta conquistadora uma dimensão emocional inesperadamente ressonante, tornando-o muito mais do que uma figura grossa de um supervilão". Lucas Salgado, do AdoroCinema, elogiou o antagonista Thanos, argumentando que ele possui mais profundidade do que os vilões de filmes anteriores do UCM. Gleiberman também elogiou as sequências de ação do filme, dizendo: "Infinity War transborda de sequências de combate tensas e espetaculares, mesmo que a questão de quem vai ganhar cada uma tenha aquela qualidade extravagantemente arbitrária de que poderia-o-Super Mouse-derrotar-o-Superman?" McCarthy chamou a escala da ação de "surpreendente", e Travers escreveu: "Avengers: Infinity War deixa os espectadores no ar, sentindo-se exultantes e enganados ao mesmo tempo, ansiando por um desfecho que nunca chega".  Josh Spiegel, também do The Hollywood Reporter, disse que o filme pega "uma deixa do final de The Empire Strikes Back em seu final gigantesco; isso é o equivalente a Han Solo congelado em carbonita, em esteróides".
A. O. Scott, do The New York Times, criticou a dependência de Infinity War de outros filmes do Universo Cinematográfico Marvel, dizendo: "Considerando-o sozinho, como um único filme de quase 2 horas e 40 minutos, Avengers: Infinity War faz muito pouco sentido", mas admitiu que "nunca foi feito para ser visto ou julgado isoladamente". Richard Brody, do The New Yorker, concordou, afirmando: "A insubstancialidade do filme não se deve à maleabilidade infinita, embora frágil, do truque de CGI, mas, em vez disso, à dispersão de seu drama pelas muitas instalações cinematográficas ambientadas no Universo Cinematográfico Marvel". Stephanie Zacharek, da Time, disse: "[Isso] não é realmente um começo, mas mais um meio ou um fim com um novo pedaço de fio anexado. Você precisa ter visto e internalizado cada um dos 18 filmes anteriores do Universo Cinematográfico Marvel para entendê-lo totalmente". Justin Chang, do Los Angeles Times, chamou-o de uma "continuação viva, propulsiva, ocasionalmente excitante e incisiva de uma saga que finalmente e sensatamente parece estar chegando ao fim", mas chamou sua tentativa final de catarse de "malsucedida", e disse: "Nem mesmo a ameaça de aniquilação universal, ao que parece, impedirá esta linha de montagem de avançar com sua eficiência polida e mecanizada característica". Scott também criticou as sequências de ação, chamando-as de "tediosas e previsíveis" e "certamente as partes mais caras do filme, mas o dinheiro parece menos uma ferramenta imaginativa do que um substituto para a imaginação genuína". Da mesma forma, Zacharek disse: "Não há ritmo em Avengers: Infinity War. É tudo uma sensação e nenhum pulso. Tudo é grande, o tempo todo".

### Resposta do público
O público entrevistado pela CinemaScore deu ao filme uma nota média de "A" em uma escala de A+ a F, e os da PostTrak deram-no uma pontuação geral positiva de 87%, e 68% de "recomendação definitiva". A personalidade americana do YouTube, Tony "Nem" Mitchell, assistiu ao filme 103 vezes nos cinemas, um recorde mundial. Quando o feito de Mitchell estava ganhando a atenção da mídia em torno de sua 44ª ida ao cinema, ele celebrou que a IMAX estendeu a mão para lhe dar 50 ingressos grátis para continuar a assistir o filme, e os irmãos Russo o convidaram para a estreia de Endgame. Mitchell disse que esta era a maneira que ele "queria apoiar a Marvel e os irmãos Russo". Kieran Harvey, residente de Staffordshire (Inglaterra), de 17 anos, também assistiu ao filme 100 vezes nos cinemas. Harvey afirmou que "não planejava vê-lo tantas vezes, simplesmente aconteceu", acrescentando que Infinity War "parecia tão diferente de qualquer coisa que eu já vi antes, e eu adoro isso tanto que tenho feito tanto quanto eu posso!"
O final do filme gerou vários memes na Internet, incluindo uma referência ao Homem-Aranha dizendo que ele não se sentia bem ao se desintegrar, o que foi aplicado a outras coisas. O site DidThanosKill.Me, foi criado para os fãs verem se eles teriam sido poupados por Thanos ou não. O final também gerou a criação do subreddit do Reddit, /r/thanosdidnothingwrong. Um usuário do subreddit sugeriu que metade dos aproximadamente 20 mil participantes na época fossem banidos do subreddit, para imitar os eventos do filme. Depois que a comunidade concordou com a medida, os moderadores abordaram os administradores do Reddit para ver se o banimento em massa seria possível. Uma vez que os administradores concordaram com o banimento aleatório de metade dos participantes, tal evento foi definido para ocorrer em 9 de julho de 2018. O aviso do banimento iminente fez com que os participantes do subreddit aumentassem para mais de 700 mil, incluindo a participação dos irmãos Russo. Antes do banimento, Brolin postou um vídeo dizendo "Vamos lá, usuários do Reddit" e encerrando-o com um estalo. Mais de 60 mil pessoas assistiram a uma transmissão ao vivo na Twitch sobre a ocorrência dos banimentos, que durou várias horas. O banimento de mais de 300 mil contas, incluindo a de Anthony Russo, foi a maior da história do Reddit. Os banidos foram então reunidos no novo subreddit, /r/inthesoulstone. Um usuário do Reddit, que participou, descreveu o banimento como uma incorporação do "espírito da Internet" com as pessoas "se unindo, em massa, em torno de algo relativamente sem sentido, mas de alguma forma decididamente incrível e hilário". Andrew Tigani, da Screen Rant, disse que isso mostra "o quão impactante o filme já se tornou para a cultura pop. É também uma prova de como a interação dos fãs pode ser valiosa através das redes sociais".

### Prêmios e indicações
Em 2020, Infinity War foi classificado em sétimo lugar em uma pesquisa da revista Empire sobre os 100 melhores filmes do século XXI.
| Premiação                                     | Data da cerimônia       | Categoria                                                                                         | Destinatário(s)                                                                             | Resultado | Ref(s)          |
| --------------------------------------------- | ----------------------- | ------------------------------------------------------------------------------------------------- | ------------------------------------------------------------------------------------------- | --------- | --------------- |
| Academy Awards                                | 24 de fevereiro de 2019 | Melhores Efeitos Visuais                                                                          | Dan DeLeeuw, Russell Earl, Kelly Port e Dan Sudick                                          | Indicado  | [ 234 ]         |
| Annie Awards                                  | 2 de fevereiro de 2019  | Excelência em Animação de Personagens em uma Produção de Ação Live-Action                         | Paul Story, Sidney Kombo, Eteuati Tema, Jacob Luamanuvae e Sam Sharplin                     | Indicado  | [ 235 ]         |
| BET Awards                                    | 23 de junho de 2019     | Melhor Ator                                                                                       | Chadwick Boseman                                                                            | Indicado  | [ 236 ]         |
| British Academy Film Awards                   | 10 de fevereiro de 2019 | Melhores Efeitos Visuais                                                                          | Dan DeLeeuw, Russell Earl, Kelly Port e Dan Sudick                                          | Indicado  | [ 237 ]         |
| Costume Designers Guild Awards                | 19 de fevereiro de 2019 | Excelência em Filme de Ficção Científica/Fantasia                                                 | Judianna Makovsky                                                                           | Indicado  | [ 238 ]         |
| Critics' Choice Movie Awards                  | 13 de janeiro de 2019   | Melhor Filme de Ação                                                                              | Avengers: Infinity War                                                                      | Indicado  | [ 239 ] [ 240 ] |
| Critics' Choice Movie Awards                  | 13 de janeiro de 2019   | Melhores Efeitos Visuais                                                                          | Avengers: Infinity War                                                                      | Indicado  | [ 239 ] [ 240 ] |
| Florida Film Critics Circle                   | 21 de dezembro de 2018  | Melhores Efeitos Visuais                                                                          | Dan DeLeeuw, Russell Earl, Kelly Port e Dan Sudick                                          | 2º lugar  | [ 241 ]         |
| Georgia Film Critics Association              | 12 de janeiro de 2019   | Oglethorpe Award de Excelência em Cinema da Geórgia                                               | Avengers: Infinity War                                                                      | Indicado  | [ 242 ]         |
| Golden Trailer Awards                         | 29 de maio de 2019      | Melhor Filme de Ação de Entretenimento Doméstico                                                  | "Announce Trailer" (Tiny Hero)                                                              | Indicado  | [ 243 ]         |
| Golden Trailer Awards                         | 29 de maio de 2019      | Melhor Filme de Aventura e Fantasia de Entretenimento Doméstico                                   | "Announce Trailer" (Tiny Hero)                                                              | Venceu    | [ 243 ]         |
| Golden Trailer Awards                         | 29 de maio de 2019      | Melhor Pôster de um Filme de Aventura e Fantasia                                                  | "Payoff One-Sheet" (LA/Lindeman Associates)                                                 | Indicado  | [ 243 ]         |
| Grammy Awards                                 | 10 de fevereiro de 2019 | Melhor Composição Instrumental                                                                    | Alan Silvestri por "Infinity War"                                                           | Indicado  | [ 244 ]         |
| Hollywood Film Awards                         | 4 de novembro de 2018   | Prêmio de Efeitos Visuais de Hollywood                                                            | Dan Deleeuw, Kelly Port, Russel Earl e Dan Sudick                                           | Honrado   | [ 245 ]         |
| Hugo Awards                                   | 18 de agosto de 2019    | Melhor Apresentação Dramática, Forma Longa                                                        | Irmãos Russo, e Christopher Markus e Stephen McFeely                                        | Indicado  | [ 246 ]         |
| Los Angeles Online Film Critics Society       | 9 de janeiro de 2019    | Melhor Filme de Ação                                                                              | Avengers: Infinity War                                                                      | Indicado  | [ 247 ] [ 248 ] |
| Los Angeles Online Film Critics Society       | 9 de janeiro de 2019    | Melhor Blockbuster                                                                                | Avengers: Infinity War                                                                      | Indicado  | [ 247 ] [ 248 ] |
| Los Angeles Online Film Critics Society       | 9 de janeiro de 2019    | Melhores Efeitos Visuais                                                                          | Dan DeLeeuw, Russell Earl, Kelly Port, and Dan Sudick                                       | Venceu    | [ 247 ] [ 248 ] |
| Los Angeles Online Film Critics Society       | 9 de janeiro de 2019    | Melhor Trabalho de Dublês                                                                         | Avengers: Infinity War                                                                      | Indicado  | [ 247 ] [ 248 ] |
| Los Angeles Online Film Critics Society       | 9 de janeiro de 2019    | Melhores Efeitos Visuais ou Performance Animada                                                   | Josh Brolin                                                                                 | Venceu    | [ 247 ] [ 248 ] |
| MPSE Golden Reel Awards                       | 17 de fevereiro de 2019 | Excelência em Edição de Som - Efeitos Sonoros e Foley para uma Longa-metragem                     | Avengers: Infinity War                                                                      | Indicado  | [ 249 ]         |
| MTV Movie & TV Awards                         | 18 de junho de 2018     | Melhor Filme                                                                                      | Avengers: Infinity War                                                                      | Indicado  | [ 250 ]         |
| MTV Movie & TV Awards                         | 18 de junho de 2018     | Melhor Vilão                                                                                      | Josh Brolin                                                                                 | Indicado  | [ 250 ]         |
| MTV Movie & TV Awards                         | 18 de junho de 2018     | Melhor Luta                                                                                       | Scarlett Johansson, Danai Gurira e Elizabeth Olsen vs. Carrie Coon                          | Indicado  | [ 250 ]         |
| Nickelodeon Kids' Choice Awards               | 23 de março de 2019     | Filme Favorito                                                                                    | Avengers: Infinity War                                                                      | Venceu    | [ 251 ]         |
| Nickelodeon Kids' Choice Awards               | 23 de março de 2019     | Ator de Cinema Favorito                                                                           | Chris Evans                                                                                 | Indicado  | [ 251 ]         |
| Nickelodeon Kids' Choice Awards               | 23 de março de 2019     | Ator de Cinema Favorito                                                                           | Chris Hemsworth                                                                             | Indicado  | [ 251 ]         |
| Nickelodeon Kids' Choice Awards               | 23 de março de 2019     | Atriz de Cinema Favorita                                                                          | Scarlett Johansson                                                                          | Indicado  | [ 251 ]         |
| Nickelodeon Kids' Choice Awards               | 23 de março de 2019     | Atriz de Cinema Favorita                                                                          | Zoe Saldana                                                                                 | Indicado  | [ 251 ]         |
| Nickelodeon Kids' Choice Awards               | 23 de março de 2019     | Super-Herói Favorito                                                                              | Robert Downey Jr.                                                                           | Venceu    | [ 251 ]         |
| Nickelodeon Kids' Choice Awards               | 23 de março de 2019     | Super-Herói Favorito                                                                              | Chris Evans                                                                                 | Indicado  | [ 251 ]         |
| Nickelodeon Kids' Choice Awards               | 23 de março de 2019     | Super-Herói Favorito                                                                              | Chris Hemsworth                                                                             | Indicado  | [ 251 ]         |
| Nickelodeon Kids' Choice Awards               | 23 de março de 2019     | Super-Herói Favorito                                                                              | Scarlett Johansson                                                                          | Indicado  | [ 251 ]         |
| Nickelodeon Kids' Choice Awards               | 23 de março de 2019     | Butt-Kicker Favorito                                                                              | Zoe Saldana                                                                                 | Indicado  | [ 251 ]         |
| People's Choice Awards                        | 11 de novembro de 2018  | Filme de 2018                                                                                     | Avengers: Infinity War                                                                      | Venceu    | [ 252 ]         |
| People's Choice Awards                        | 11 de novembro de 2018  | Filme de Ação de 2018                                                                             | Avengers: Infinity War                                                                      | Venceu    | [ 252 ]         |
| People's Choice Awards                        | 11 de novembro de 2018  | Estrela de Cinema Masculina de 2018                                                               | Robert Downey Jr.                                                                           | Indicado  | [ 252 ]         |
| People's Choice Awards                        | 11 de novembro de 2018  | Estrela de Cinema Masculina de 2018                                                               | Chris Hemsworth                                                                             | Indicado  | [ 252 ]         |
| People's Choice Awards                        | 11 de novembro de 2018  | Estrela de Cinema Feminina de 2018                                                                | Scarlett Johansson                                                                          | Venceu    | [ 252 ]         |
| People's Choice Awards                        | 11 de novembro de 2018  | Estrela de Filme de Ação de 2018                                                                  | Chris Hemsworth                                                                             | Indicado  | [ 252 ]         |
| Satellite Awards                              | 17 de fevereiro de 2019 | Melhores Efeitos Visuais                                                                          | Avengers: Infinity War                                                                      | Indicado  | [ 253 ] [ 254 ] |
| Saturn Awards                                 | 13 de setembro de 2019  | Melhor Filme Adaptado de Quadrinhos                                                               | Avengers: Infinity War                                                                      | Indicado  | [ 255 ] [ 256 ] |
| Saturn Awards                                 | 13 de setembro de 2019  | Melhor Ator Coadjuvante                                                                           | Josh Brolin                                                                                 | Venceu    | [ 255 ] [ 256 ] |
| Screen Actors Guild Awards                    | 27 de janeiro de 2019   | Melhor Elenco de Dublês em um Filme                                                               | Avengers: Infinity War                                                                      | Indicado  | [ 257 ]         |
| Seattle Film Critics Society                  | 17 de dezembro de 2018  | Melhores Efeitos Visuais                                                                          | Dan DeLeeuw, Russell Earl, Kelly Port e Dan Sudick                                          | Indicado  | [ 258 ] [ 259 ] |
| Seattle Film Critics Society                  | 17 de dezembro de 2018  | Melhor Vilão                                                                                      | Josh Brolin                                                                                 | Indicado  | [ 258 ] [ 259 ] |
| St. Louis Film Critics Association            | 16 de dezembro de 2018  | Melhor Filme de Ação                                                                              | Avengers: Infinity War                                                                      | Indicado  | [ 260 ]         |
| St. Louis Film Critics Association            | 16 de dezembro de 2018  | Melhores Efeitos Visuais/Especiais                                                                | Dan DeLeeuw, Russell Earl, Kelly Port e Dan Sudick                                          | Venceu    | [ 260 ]         |
| St. Louis Film Critics Association            | 16 de dezembro de 2018  | Mérito Especial (para a melhor cena, técnica cinematográfica, momento memorável ou outro aspecto) | Thor chegando em Wakanda                                                                    | Indicado  | [ 260 ]         |
| Teen Choice Awards                            | 12 de agosto de 2018    | Melhor Filme de Ação                                                                              | Avengers: Infinity War                                                                      | Venceu    | [ 261 ]         |
| Teen Choice Awards                            | 12 de agosto de 2018    | Melhor Ator de Filme de Ação                                                                      | Chris Evans                                                                                 | Indicado  | [ 261 ]         |
| Teen Choice Awards                            | 12 de agosto de 2018    | Melhor Ator de Filme de Ação                                                                      | Robert Downey Jr.                                                                           | Venceu    | [ 261 ]         |
| Teen Choice Awards                            | 12 de agosto de 2018    | Melhor Ator de Filme de Ação                                                                      | Tom Holland                                                                                 | Indicado  | [ 261 ]         |
| Teen Choice Awards                            | 12 de agosto de 2018    | Melhor Atriz de Filme de Ação                                                                     | Elizabeth Olsen                                                                             | Indicado  | [ 261 ]         |
| Teen Choice Awards                            | 12 de agosto de 2018    | Melhor Atriz de Filme de Ação                                                                     | Scarlett Johansson                                                                          | Venceu    | [ 261 ]         |
| Teen Choice Awards                            | 12 de agosto de 2018    | Melhor Atriz de Filme de Ação                                                                     | Zoe Saldana                                                                                 | Indicado  | [ 261 ]         |
| Teen Choice Awards                            | 12 de agosto de 2018    | Melhor Vilão de Filme                                                                             | Josh Brolin                                                                                 | Indicado  | [ 261 ]         |
| Teen Choice Awards                            | 12 de agosto de 2018    | Melhor Beijo Apaixonado                                                                           | Chris Pratt e Zoe Saldana                                                                   | Indicado  | [ 261 ]         |
| Teen Choice Awards                            | 12 de agosto de 2018    | Maior Chilique                                                                                    | Mark Ruffalo                                                                                | Indicado  | [ 261 ]         |
| Visual Effects Society Awards                 | 5 de fevereiro de 2019  | Excelência em Efeitos Visuais em um Recurso Fotorrealista                                         | Daniel DeLeeuw, Jen Underdahl, Kelly Port, Matt Aitken e Dan Sudick                         | Venceu    | [ 262 ] [ 263 ] |
| Visual Effects Society Awards                 | 5 de fevereiro de 2019  | Excelência em Animação de Personagem em um Recurso Fotorrealista                                  | Jan Philip Cramer, Darren Hendler, Paul Story e Sidney Kombo-Kintombo por "Thanos"          | Venceu    | [ 262 ] [ 263 ] |
| Visual Effects Society Awards                 | 5 de fevereiro de 2019  | Excelência em Modelo em um Projeto Fotorrealista ou Animado                                       | Chad Roen, Ryan Rogers, Jeff Tetzlaff e Ming Pan por "Megaestrutura da forja de Nidavellir" | Indicado  | [ 262 ] [ 263 ] |
| Visual Effects Society Awards                 | 5 de fevereiro de 2019  | Excelência em Simulações de Efeitos em um Recurso Fotorrealista                                   | Gerardo Aguilera, Ashraf Ghoniem, Vasilis Pazionis e Hartwell Durfor por "Titã"             | Venceu    | [ 262 ] [ 263 ] |
| Visual Effects Society Awards                 | 5 de fevereiro de 2019  | Excelência em Simulações de Efeitos em um Recurso Fotorrealista                                   | Florian Witzel, Adam Lee, Miguel Perez Senent e Francisco Rodriguez por "Wakanda"           | Indicado  | [ 262 ] [ 263 ] |
| Visual Effects Society Awards                 | 5 de fevereiro de 2019  | Excelência em Composição em um Recurso Fotorrealista                                              | Sabine Laimer, Tim Walker, Tobias Wiesner e Massimo Pasquetti por "Titã"                    | Venceu    | [ 262 ] [ 263 ] |
| Washington D.C. Area Film Critics Association | 3 de dezembro de 2018   | Melhor Performance de Captura de Movimentos                                                       | Josh Brolin                                                                                 | Venceu    | [ 264 ]         |

## Sequência
A sequência de Infinity War, inicialmente intitulada Avengers: Infinity War – Part 2, foi anunciada em conjunto com o filme, em outubro de 2014. Os irmãos Russo dirigiram novamente, e Markus e McFeely mais uma vez escreveram o roteiro. Em julho de 2016, a Marvel removeu o título do filme, chamando-o de Untitled Avengers film; em dezembro de 2018, foi revelado que o título seria Avengers: Endgame. Suas filmagens começaram em agosto de 2017 e duraram até janeiro de 2018, sendo filmado em conjunto com Infinity War. Endgame foi lançado no Brasil e em Portugal em 25 de abril de 2019, e nos Estados Unidos em 26 de abril. Foi igualmente bem recebido pela crítica e quebrou múltiplos recordes de bilheteria, tornando-se a maior bilheteria de todos os tempos no período de julho de 2019 até março de 2021.